# Jeanne Dillschneider
Jeanne Marie Aline Dillschneider (* 27. Dezember 1995 in Saarlouis) ist eine deutsche Politikerin von Bündnis 90/Die Grünen. Sie war Spitzenkandidatin des saarländischen Landesverbands der Grünen zur Bundestagswahl 2021, dessen Landesliste jedoch wegen einer nicht rechtmäßigen Aufstellung nicht zur Wahl zugelassen wurde. Bei der Bundestagswahl 2025 war sie erneut Spitzenkandidaten der Saar-Grünen und wurde in den Bundestag gewählt.

## Leben
Dillschneider wuchs in Orscholz auf und besuchte ab 2006 das Gymnasium Saarburg, wo sie 2014 ihr Abitur erlangte. Sie studierte von 2015 bis 2021 Rechtswissenschaften an der Universität des Saarlandes, wo sie ihr erstes Staatsexamen absolvierte. 2023 beendete sie ihr Rechtsreferendariat am Oberlandesgericht Saarbrücken und ist seitdem Rechtsanwältin mit Schwerpunkt Datenschutzrecht und Cybersecurity.

## Politik
Dillschneider trat 2016 den Grünen bei. Von 2017 bis 2019 war sie Sprecherin der Grünen Jugend Saarland. Dieses Amt hatte sie von 2020 bis 2023 erneut inne. Bei den Kommunalwahlen am 26. Mai 2019 wurde sie in den Stadtrat von Saarbrücken gewählt. Seit Juli 2021 ist sie außerdem Mitglied des Bezirksrats von Saarbrücken-Mitte. 2023 wurde sie zur Vorsitzenden der Saar-Grünen gewählt.

### Bundestagswahl 2021
Nachdem die Kandidatur der bis dato amtierenden Landesvorsitzenden der Grünen, Tina Schöpfer, für den ersten Landeslistenplatz zur Bundestagswahl beim Landesparteitag vom 20. Juni 2021 drei Mal scheiterte, nominierte der scheidende Bundestagsabgeordnete Markus Tressel Dillschneider für die Spitzenkandidatur der Saar-Grünen. Sie trat in einer Kampfabstimmung gegen den ehemaligen Landesvorsitzenden Hubert Ulrich an, der sich gegen sie durchsetzen konnte und damit zunächst als Spitzenkandidat gesetzt war. Im Zuge des Parteitags verlor Dillschneider auch ihr Amt als stellvertretende Landesvorsitzende, das sie seit 2018 ausgeübt hatte.
Infolge der Kontroversen um die Nominierung Ulrichs traten mehrere Landesvorstandsmitglieder, darunter die beiden Landesvorsitzenden Barbara Meyer und Ralph Rouget, von ihren Ämtern zurück. Nachdem das zuständige Landesschiedsgericht der Grünen dem Landesvorstand untersagte, die am 20. Juni gewählte Landesliste bei der Landeswahlleiterin einzureichen, da nach dem Bundeswahlgesetz nicht stimmberechtigte Mitglieder an der Wahl teilnahmen und gegen das parteiinterne Frauenstatut verstoßen wurde, wurde für den 17. Juli 2021 ein Sonderparteitag anberaumt. Dillschneider kündigte zunächst an, wegen einer sich abzeichnenden Kandidatur einer Vertrauten Ulrichs bei diesem Parteitag weder für einen Posten im Landesvorstand noch für einen Listenplatz zu kandidieren. Nach einem Urteil des Bundesschiedsgerichts der Grünen vom 16. Juli wurde den Delegierten von Ulrichs Ortsverbands Saarlouis, die ein Drittel des Landesverbands repräsentieren, wegen Zweifeln an der Rechtmäßigkeit der Delegiertenaufstellung das Stimmrecht entzogen. Dillschneider wurde mit 65 Prozent Zustimmung zur neuen Spitzenkandidatin für die Bundestagswahl gewählt.
Wegen des Ausschlusses der Saarlouiser Delegierten vom Landesparteitag ließ der Landeswahlausschuss die Liste der Grünen in seiner Sitzung vom 30. Juli 2021 nicht zur Bundestagswahl zu. Der Bundeswahlausschuss bestätigte die Entscheidung des Landeswahlausschusses am 5. August 2021, sodass die Grünen erstmals in ihrer Geschichte im Saarland nicht mit der Zweitstimme wählbar waren.

### Bundestagswahl 2025
Zur vorgezogenen Bundestagswahl 2025 war sie erneut Spitzenkandidatin der saarländischen Grünen und Direktkandidatin im Bundestagswahlkreis Saarbrücken. Sie erreichte über die Landesliste ein Bundestagsmandat.
Dillschneider ist Obfrau der Grünen im Ausschuss für Digitales und Staatsmodernisierung sowie ordentliches Mitglied im Verteidigungsausschuss. Sie ist Mitglied der überparteilichen Europa-Union Deutschland, die sich für ein föderales Europa und den europäischen Einigungsprozess einsetzt. Zudem ist sie stellvertretendes Mitglied im Ausschuss für Angelegenheiten der Europäischen Union.

## Privates
Jeanne Dillschneider ist verheiratet und bisexuell.